# Alex Bogdanovic
Pour les articles homonymes, voir Bogdanović.
Aleksa Bogdanovic (Aлeкca Бoгдaнoвић) est un joueur britannique de tennis, né le 22 mai 1984 à Belgrade, en Yougoslavie (Serbie actuelle) et arrivé au Royaume-Uni à l'âge de 7 ans.
Bogdanovic a réalisé de bonnes performances en junior, en remportant notamment l'Uruguay Bowl à Montevideo, et en atteignant les demi-finales de l'US Open junior en 2001. En 2002, il obtint une wild card pour le tournoi de Wimbledon où il perdit au premier tour, avant de remporter à Nottingham, un tournoi futures (troisième catégorie) le premier titre professionnel de sa carrière.
Bogdanovic fait ses débuts en Coupe Davis pour la Grande-Bretagne en 2003, où il perd contre Lleyton Hewitt, mais gagne face à Todd Woodbridge dans un match sans enjeu. En 2004, la Lawn Tennis Association a réduit ses aides financières en raison d'un manque d'engagement du joueur. En réponse, Bogdanovic changea d'entraîneur, remporta deux nouveaux tournois futures, et se qualifia pour l'US Open, où il perdit au premier tour en cinq sets.
Sa carrière commença à décoller fin 2005, avec des victoires aux challengers (tournois de deuxième catégorie) de Nottingham et Sunderland. Il remporta alors deux nouveaux challengers en 2006, à Wrexham et Bergame, où il triompha du 51e joueur mondial, Andreas Seppi.

## Parcours enGrand Chelem

### En simple
| Année | Open d'Australie | Open d'Australie | Roland-Garros | Roland-Garros | Wimbledon | Wimbledon       | US Open  | US Open        |
| ----- | ---------------- | ---------------- | ------------- | ------------- | --------- | --------------- | -------- | -------------- |
| 2002  | -                | -                | -             | -             | 1er tour  | Nicolas Escudé  | -        | -              |
| 2003  | -                | -                | -             | -             | 1er tour  | Sargis Sargsian | -        | -              |
| 2004  | -                | -                | -             | -             | 1er tour  | Roger Federer   | 1er tour | Alex Calatrava |
| 2005  | -                | -                | -             | -             | 1er tour  | Kevin Kim       | -        | -              |
| 2006  | -                | -                | -             | -             | 1er tour  | Rafael Nadal    | -        | -              |
| 2007  | -                | -                | -             | -             | 1er tour  | Chris Guccione  | -        | -              |

### En double
| Année | Open d'Australie | Open d'Australie | Roland-Garros | Roland-Garros | Wimbledon               | Wimbledon                        | US Open | US Open |
| ----- | ---------------- | ---------------- | ------------- | ------------- | ----------------------- | -------------------------------- | ------- | ------- |
| 2004  | -                | -                | -             | -             | 1er tour Andrew Banks   | Wayne Arthurs Paul Hanley        | -       | -       |
| 2005  | -                | -                | -             | -             | 1er tour Joshua Goodall | Tomáš Berdych Florian Mayer      | -       | -       |
| 2006  | -                | -                | -             | -             | -                       | -                                | -       | -       |
| 2007  | -                | -                | -             | -             | 1er tour Jamie Baker    | Mariusz Fyrstenberg Łukasz Kubot | -       | -       |

### En double mixte
| Année | Open d'Australie | Open d'Australie | Roland-Garros | Roland-Garros | Wimbledon                     | Wimbledon                         | US Open | US Open |
| ----- | ---------------- | ---------------- | ------------- | ------------- | ----------------------------- | --------------------------------- | ------- | ------- |
| 2007  |                  |                  |               |               | Quart de finale Melanie South | Elena Likhovtseva Daniel Nestor   |         |         |
| 2008  |                  |                  |               |               | 1er tour (1/32) Melanie South | Ágnes Szávay Yves Allegro         |         |         |
| 2009  |                  |                  |               |               | 1er tour (1/32) Melanie South | Tamarine Tanasugarn Rogier Wassen |         |         |

Sous le résultat, la partenaire ; à droite, l'ultime équipe adverse.